# Muckhart
Muckhart (Muc-Àird en gaélique (gd)) est le nom donné à la réunion de deux villages d'Écosse, Pool of Muckhart et Yetts o' Muckhart, situés dans le council area et région de lieutenance du Clackmannanshire. Il est situé dans les Ochil Hills, desservi par l'A91 (en) qui relie Stirling à St Andrews.
Il se trouve à cinq kilomètres au nord-est de Dollar.
Jusqu'en 1971, le village faisait partie du Perthshire dont il constituait la partie la plus méridionale. À cette date, une modification des limites administratives le transféra dans le Clackmannanshire.